# Romain Huet
Romain Huet, né le 15 mars 1985, est un préparateur physique et entraîneur de rugby à sept.
En août 2024, il devient sélectionneur de l'équipe de France féminine de rugby à sept.

## Biographie

### Carrière de joueur
Romain Huet est originaire de Tours. Son père est professeur de judo et son grand-père président du club de judo de Marolles-en-Brie : il le pratique mais préfère le rugby à XV. À quinze ans, il annule sa préparation de la ceinture noire de judo pour jouer en Fédérale 1 avec le Paris université club.
Sa carrière de joueur de rugby est entravée par trois opérations du genou en raison d'une rupture des ligaments. Il intègre néanmoins l'équipe de Grèce de rugby à XV, profitant de la nationalité grecque de sa grand-mère, en 2009. La même année, il obtient un master en management. Il retourne vivre en France sept mois plus tard en raison de la crise économique en Grèce mais dispute les qualifications de la Coupe du monde de rugby à XV 2011.

### Entraîneur
De retour en France, Romain Huet passe le diplôme universitaire de préparateur physique de sport collectif puis obtient son diplôme d'État de rugby. De 2012 à 2015, il est cadre technique de la Fédération française de rugby et travaille au pôle espoirs de Tours. Il a un enfant en 2014, puis un second en 2016.
Il est préparateur physique du Tours Volley-Ball, puis entraîneur de rugby de l'Union sportive Tours rugby, puis membre de l'équipe technique du C' Chartres Rugby, dont il est notamment préparateur physique, à partir de 2017. La même année, il est préparateur physique de l'équipe de France féminine de rugby à XV pour la première fois. Il estime que l'encadrement d'une équipe féminine est très intéressant parce qu'elles n'ont pas le statut de sportives professionnelles, ce qui les force à cumuler un emploi et un entraînement quotidien. En parallèle, il reste préparateur physique de Tours.
Au cours de sa carrière, il est aussi responsable de l'Académie olympique, responsable du pôle France féminin et entraîneur de l'équipe de France féminine junior de rugby,.
En août 2024, il devient sélectionneur de l'équipe de France féminine de rugby à sept, remplaçant David Courteix resté quatorze ans en poste. Il affirme vouloir rester dans la continuité du travail de Courteix.